# 大水沟乡
大水沟乡，是中华人民共和国云南省红河哈尼族彝族自治州绿春县下辖的一个乡镇级行政单位。

## 行政区划
大水沟乡下辖以下地区：
富康社区、大水沟村、龙普村、东沙村、大阿巴村、牛倮底马村、扭直村、八户村、大果马村和宋壁村。